# Robin Backhaus (1989)
Robin Backhaus (Berlino, 14 giugno 1989) è un nuotatore tedesco.

## Palmarès
- Europei

Budapest 2010: argento nella 4x200m sl.
Berlino 2014: oro nella 4x200m sl.